# 피코그램
피코그램(Picogram Co., Ltd.)은 대한민국의 정수기 필터 소재를 개발, 제조, 판매 기업이다. 본사는 인천광역시 부평구 부평북로 118 (청천동)에 위치해 있으며 대표이사는 최석림이다.

## 상장
2021년 11월 3일에 주관사를 IBK투자증권으로 공모가 12,500원에 코스닥 시장에 상장하였다.

## 참고문헌
1. ↑  피코그램, 중국 정수시스템 기업 ‘케네이처’와 카본블록 자동화 생산설비 수출계약 체결, 이투데이, 2023년 12월 20일